# Садовый (Татищевский район)
 Садовый —поселок в Татищевском районе Саратовской области, административный центр сельского поселения Садовское муниципальное образование.

## География
Находится к северу от близлежащей железнодорожной линии Аткарск-Саратов на расстоянии примерно 21 километр по прямой на северо-запад от районного центра поселка Татищево.

## История
В конце 1944 года было принято Постановление о сооружении дальнего газопровода «Саратов – Москва». В 1945 году началось строительство головной компрессорной станции и жилого поселка, в ноябре 1946 началась эксплуатация Кологривовской компрессорной станции и образовался поселок Газопровод. С 1962 года поселок назвали Садовый.

## Население
Постоянное население составляло 506 человека в 2002 году (русские 89%) , 497 в 2010.

## Фотогалерея

Виды посёлка
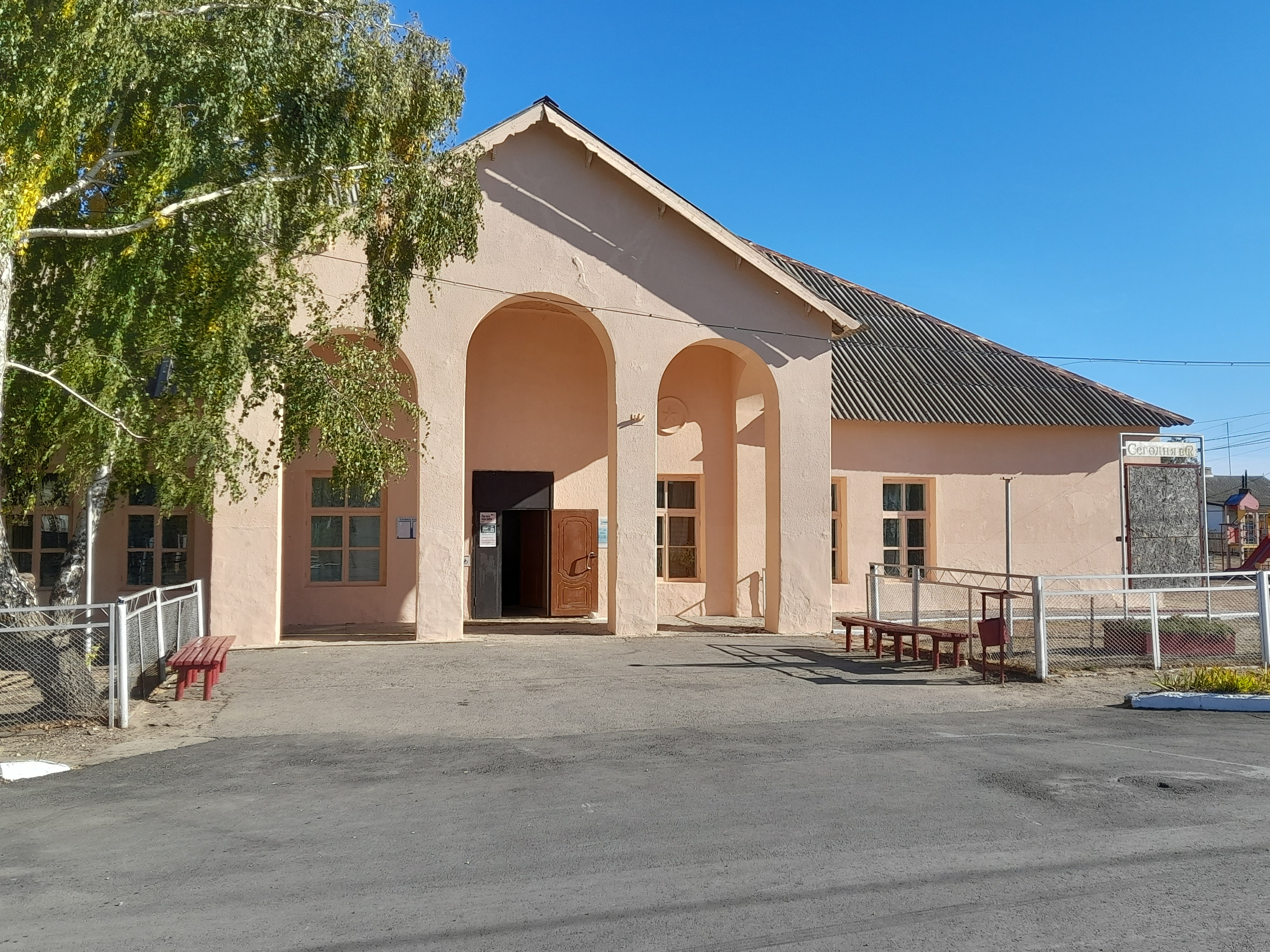
Дом культуры
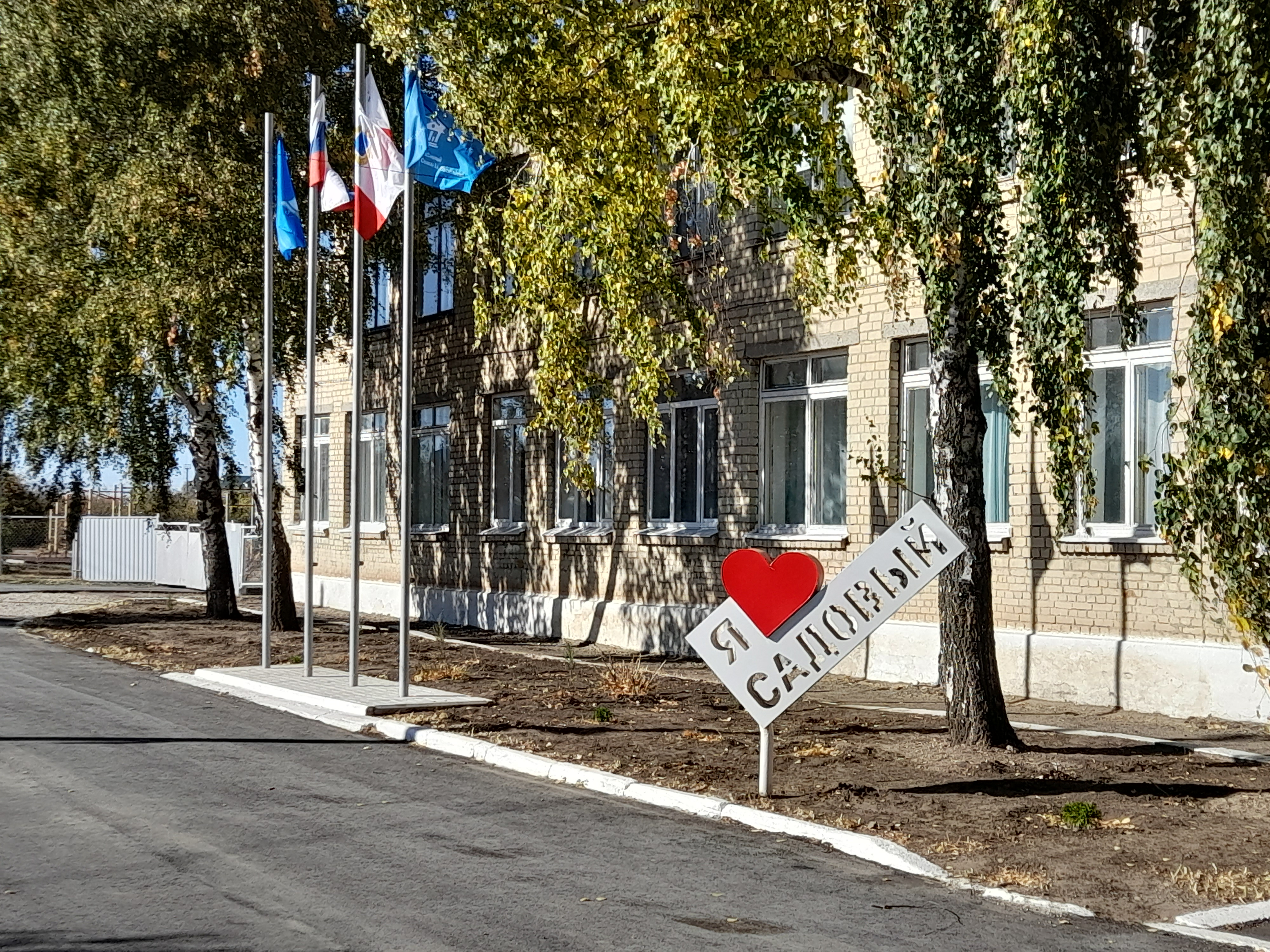
Я люблю Садовый
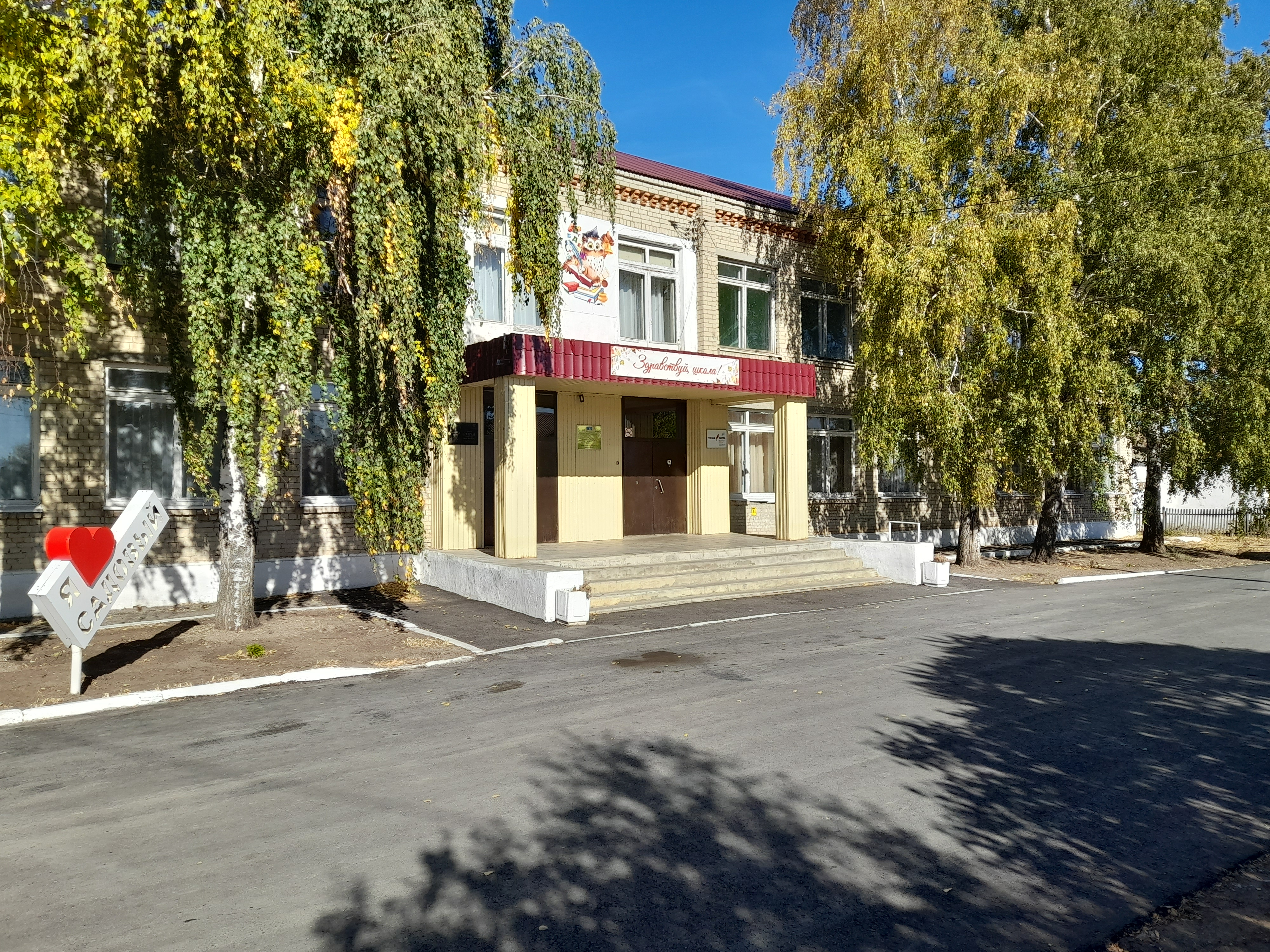
Школа в посёлке
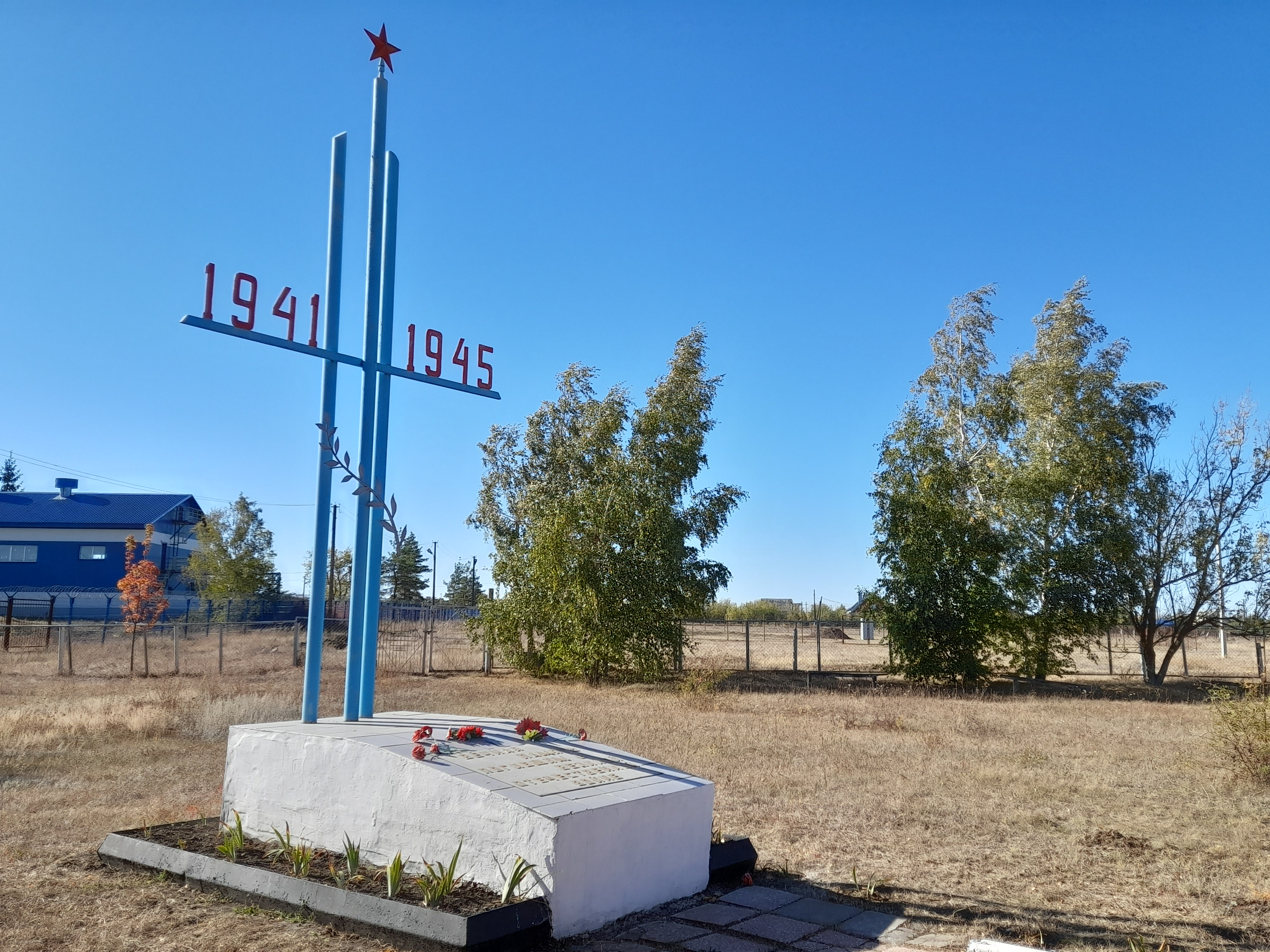
Памятник ветеранам
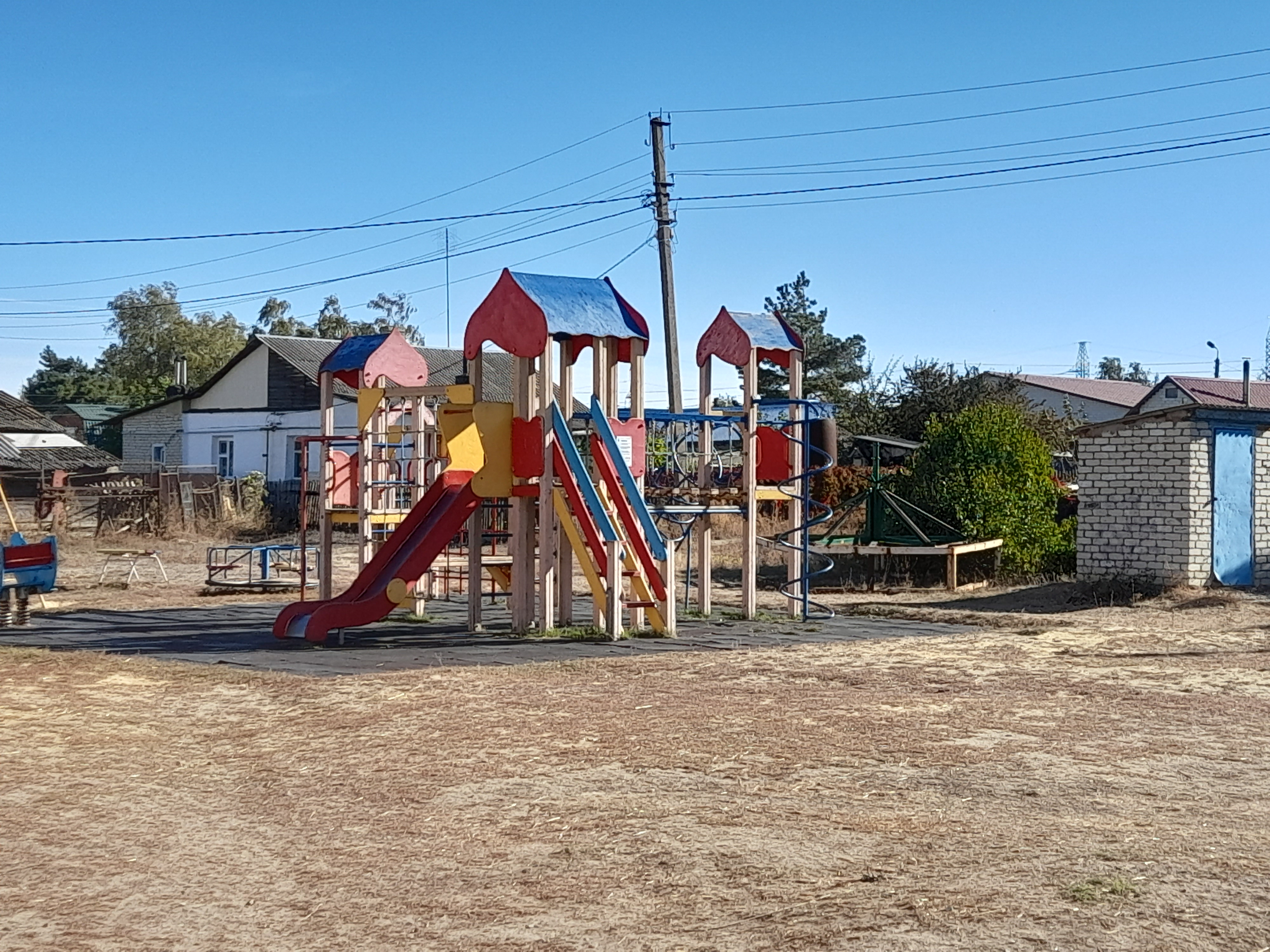
Игровая площадка
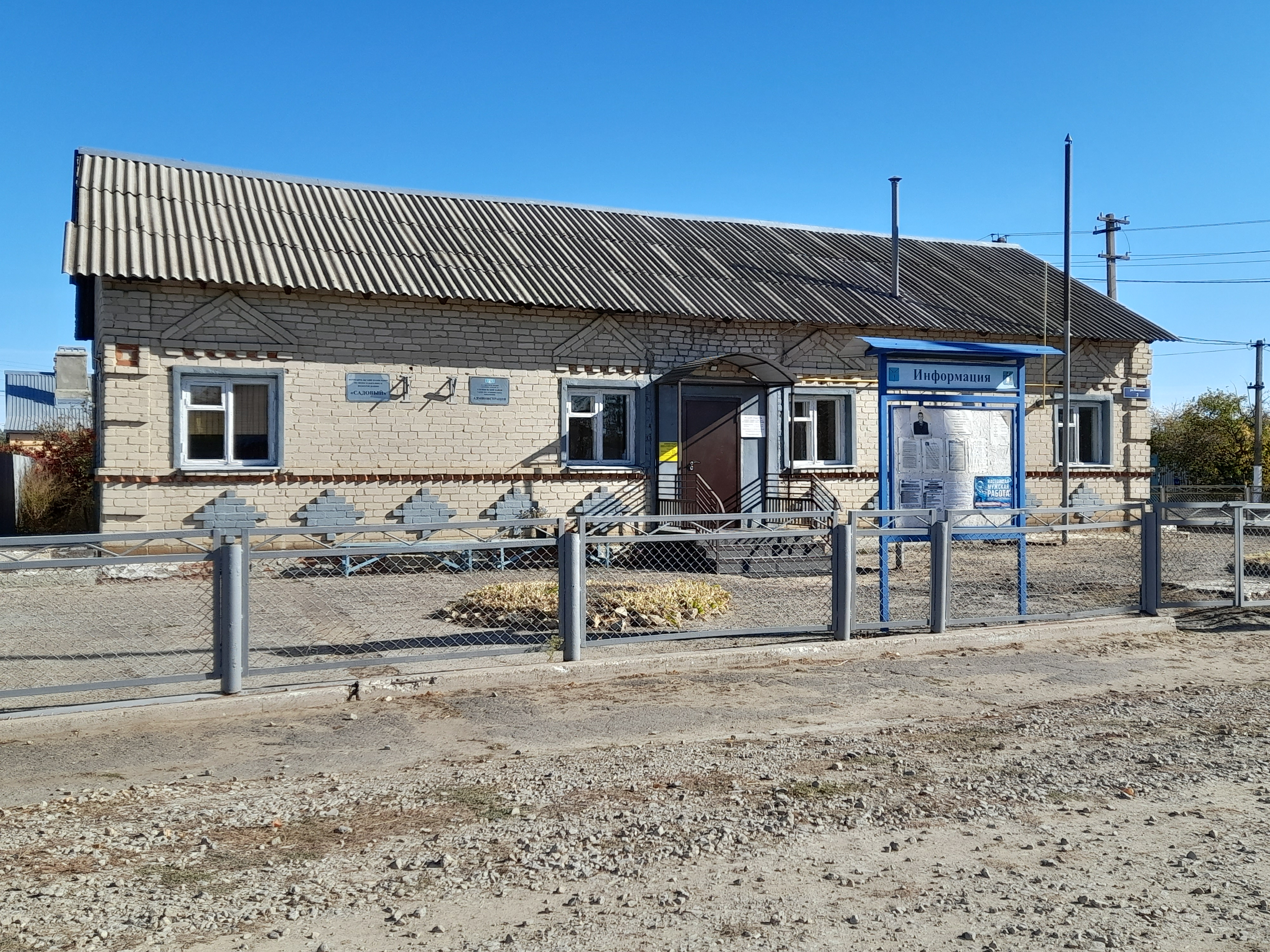
Здание администрации
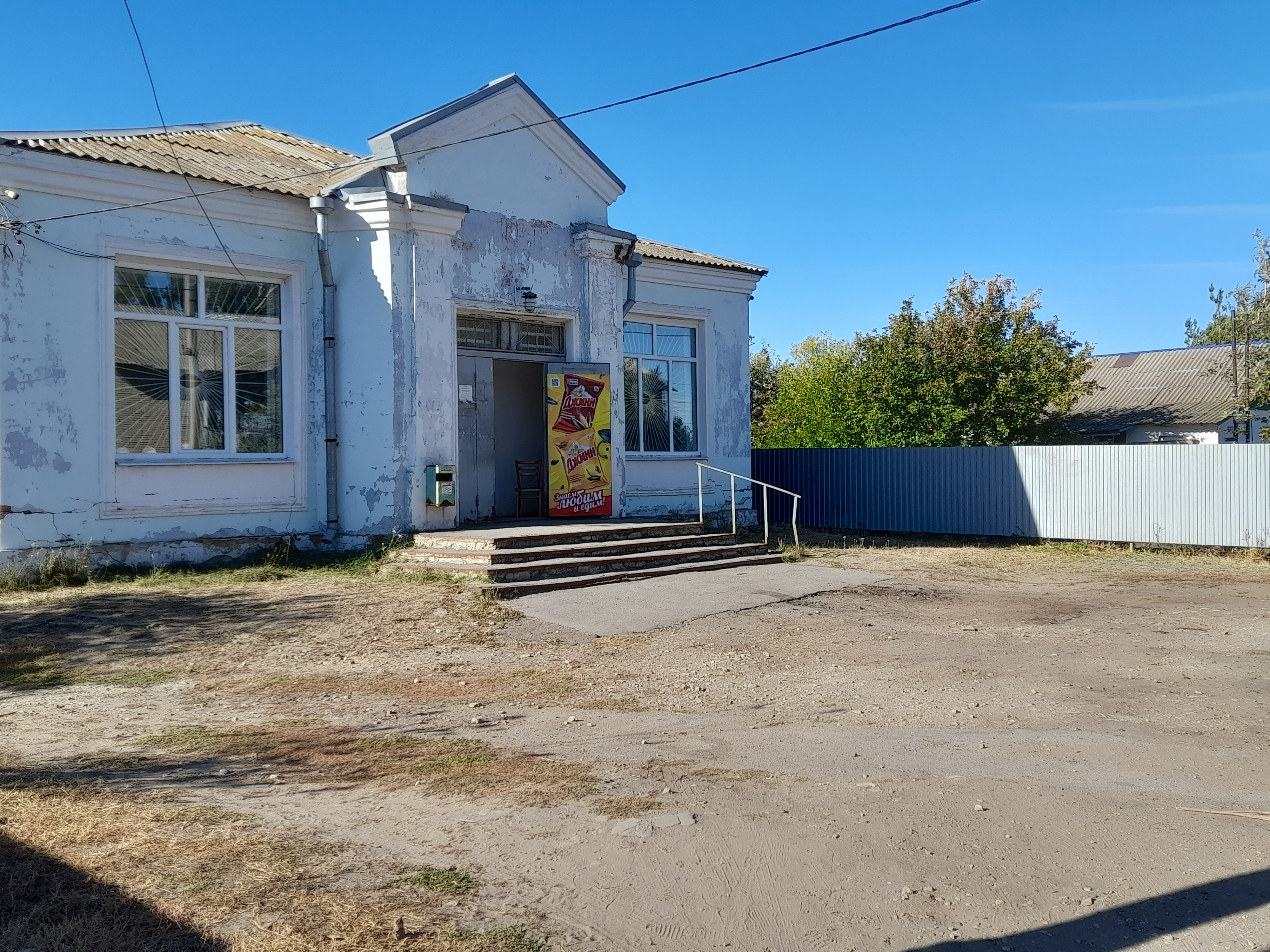
Магазин